# Alien: Covenant (romanzo)
Alien: Covenant è un romanzo fantascientifico del 2017 di Alan Dean Foster, trasposizione letteraria della sceneggiatura del film omonimo di Ridley Scott. Il romanzo è stato pubblicato dalla Titan Books il 23 maggio 2017.
Oltre all'edizione cartacea, il romanzo è stato anche pubblicato in formato audiolibro, letto dall'attore Tom Taylorson e pubblicato da Blackstone Audio, Inc.
Alan Dean Foster torna a scrivere una novelization del franchise Alien dopo 25 anni. Foster aveva in precedenza scritto le novelisations di Alien, Aliens - Scontro finale e Alien³.

## Trama
Anno 2090. Peter Weyland, fondatore della Weyland Corporation, si rivolge ad un androide da lui appena attivato e che farà parte della spedizione Prometheus. Weyland chiede all'androide di scegliere un nome per se stesso ed esso guardando alla statua del David di Michelangelo sceglie 'David'.
Anno 2104. Mentre sta viaggiando diretta il pianeta Origae-6 con a bordo oltre 2.000 coloni in stato di ipersonno, 1140 embrioni congelati e 15 membri di equipaggio, l'astronave USCSS Covenant viene colpita da una tempesta di neutrini riportando ingenti danni e la morte di 47 coloni, oltre a quella del capitano Branson. L'androide Walter si ritrova così costretto a svegliare l'equipaggio dal sonno criogenico e il primo ufficiale della Covenant, Chris Oram, assume il comando della missione.
Mentre sta riparando l'astronave, Tennessee capta una strana trasmissione radio proveniente da un vicino pianeta. L'equipaggio dell'astronave decide quindi di indagare sulla sua provenienza nonostante la contrarietà di Daniels. Raggiunto il pianeta, Tennessee, Ricks e Upworth rimangono a bordo della Covenant in orbita nello spazio mentre il resto dell'equipaggio si dirige sul pianeta per esplorarlo. 
Sul pianeta, Ledward, mentre sta aiutando Karine ad effettuare alcuni esami tossicologici sul terreno, calpesta alcuni baccelli neri che causano la fuoriuscita di alcune spore che gli penetrano nell'orecchio senza che egli se ne accorga. Nel corso di ulteriori ricerche la squadra scopre il relitto di un'astronave aliena precipitata e al suo interno trova una piastrina identificativa appartenuta ad una certa "Dr. E. Shaw" nonché la fonte della trasmissione che hanno captato. Nel frattempo Ledward inizia a sentirsi male e Karine lo riconduce alla navetta di sbarco per avviare i protocolli di quarantena. Nell'infermeria della navetta, Ledward morirà tra atroci sofferenze quando una creatura aliena gli fuoriesce dalla schiena. La creatura uccide anche Karine, che è stata rinchiusa nella stanza da Faris, la pilota della navetta, prima di riuscire a fuggire dall'infermeria. Nel disperato tentativo di uccidere la creatura, Faris spara accidentalmente ai serbatoi infiammabili collocati a bordo della nave, provocando così un'esplosione che la uccide e distrugge completamente la navetta. La creatura riesce però a fuggire. Nel frattempo Hallett, rimasto anch'esso infettato da alcune spore, rimane ucciso quando dalla sua bocca fuoriesce un altro Neomorfo. Le due creature, cresciute rapidamente, attaccano il resto dell'equipaggio, il quale riesce ad eliminarne una, mentre l'altra fugge spaventata da un razzo di segnalazione accecante sparato da una misteriosa figura incappucciata. 
Non riuscendo a contattare la Covenant a causa di interferenze ioniche, l'equipaggio è costretto a seguire l'uomo incappucciato, il quale li conduce in una vicina città in rovina disseminata di cadaveri del popolo nativo. Raggiunto un vasto tempio situato al centro della città, l'uomo rivela al gruppo di essere David, androide dell'astronave USCSS Prometheus, e di essere giunto su quel pianeta dieci anni prima a bordo della nave aliena insieme alla dottoressa Shaw. David aggiunge inoltre che il carico dell'astronave, un pericolosissimo liquido nero, è accidentalmente precipitato sulla città al momento del loro arrivo sterminando i suoi abitanti e contaminando il pianeta e che la dottoressa Shaw è rimasta uccisa nello schianto dell'astronave.
Nel frattempo, il Neomorfo sopravvissuto penetra nel tempio ed uccide Rosenthal. David trova la creatura intenta a nutrirsi del cadavere della sua vittima e prova a comunicare con essa; giunge però Oram che spara al Neomorfo uccidendolo e facendo infuriare David. Quando Oram lo minaccia, pretendendo di essere messo a conoscenza della verità circa le sue azioni sul pianeta, David lo conduce ad un laboratorio dove gli mostra i suoi sforzi per ricreare geneticamente una forma di vita superiore servendosi del liquido nero. David conduce poi Oram in una stanza situata ai livelli inferiori del tempio dove si trovano diverse uova della creatura che è riuscito a ricreare. Da una delle uova si apre rapidamente fuoriesce un Facehugger che attacca Oram. David resta in attesa ed osserva Oram che viene ucciso dall'alieno neonato che fuoriesce dal suo corpo.
Il sergente Lope viene anch'esso attaccato da un Facehugger, ma è salvato in tempo da Cole, il quale taglia la creatura con un coltello provocando però una fuoriuscita di sangue acido che brucia la guancia di Lope. Cole viene poi ucciso dal Protomorfo cresciuto mentre Lope riesce a fuggire. I membri dell'equipaggio scoprono gradualmente la verità sulle attività di David sul pianeta: dopo esser giunto sul pianeta insieme a Shaw, David ha scagliato intenzionalmente il liquido nero, un'arma biologica recuperata durante la missione Prometheus, sul popolo del pianeta, sterminandolo. Essi scoprono inoltre che Shaw non è morta nello schianto dell'astronave, ma che David le ha impiantato una prima versione della sua creatura, uccidendola. Nel tempio, Daniels affronta David, il quale conferma di aver ucciso Shaw durante i suoi esperimenti e poi si appresta ad attaccare la donna. Daniels viene però salvata da Walter, il quale rivela che, essendo un androide più avanzato di David, è in grado di auto-ripararsi. I due androidi ingaggiano uno scontro mentre Daniels fugge. Lei e Lope riescono a contattare la Covenant e Tennessee invia una navetta di salvataggio in loro soccorso. Daniels, Lope e l'androide Walter salgono a bordo della navetta, ma vengono inseguiti dal Protomorfo. Daniels combatte con la creatura a bordo della navetta e riesce finalmente ad ucciderla.
Rientrati sulla Covenant, Daniels e Tennessee portano Lope in infermeria e Daniels va a dormire; risvegliata da Mother, scopre che Lope è stato comunque infettato dal Facehugger e poco dopo infatti viene ucciso dalla nascita dell'alieno. Il Protomorfo uccide Ricks e Upworth mentre questi fanno la doccia ma Daniels e Tennessee riescono, infine, ad intrappolare la creatura e ad espellerla nello spazio. L'equipaggio decide quindi di tornare alla missione originale e si prepara a rientrare in stato di ipersonno. Dopo aver messo in stato di ipersonno i sopravvissuti, Walter si rivela essere in realtà David.

## Differenze col film
- La scena iniziale con Weyland e David è estesa; David nota anche una ragnatela nella stanza dove è attivato. Inoltre egli identifica un'opera d'arte come La Natività di Piero della Francesca.[2] Mentre David suona "Entrata degli dei nel Valhalla" al piano, Weyland racconta la storia dell'opera di Wagner, che termina con David che etichetta le divinità della storia come "falsi dei".[3]

- In seguito dell'attivazione di David, nel romanzo è presente una scena che mostra Daniels e Branson nel loro appartamento, dove Branson discute circa alcuni cambiamenti che ha fatto ai piani per la loro dimora sul pianeta Origae-6.[4] La scena è in realtà un flashback/sogno che Daniels sta avendo mentre si trova in stato di ipersonno a bordo della USCSS Covenant. La scena è stata girata per il film ma poi cancellata dalla versione uscita nei cinema.

- Nel romanzo, quando Walter controlla gli embrioni in deposito a bordo della Covenant, essi sono tutti sani. Nel film, invece, uno degli embrioni è deceduto costringendo Walter a rimuoverlo.[5]

- Prima che la tempesta di neutrini colpisca la Covenant, Walter visita il laboratorio idroponico dell'astronave per controllare le varietà florali che crescono lì.[6]

- "Mother", il computer di bordo, è notevolmente più caratteristica nel romanzo.[6]

- Dopo il meeting post-disastro sul ponte, Oram prende Daniels da parte per farle le sue condoglianze. Poi le ordina di prendersi alcuni giorni di riposo per affrontare il suo dolore.[7] Nel film, Oram non impedisce in alcun modo a Daniels di tornare al lavoro.

- Tennessee e Ankor iniziano a fare riparare le loro riparazioni fuori dell'astronave molto prima nel libro rispetto al film e precisamente prima del funerale di Branson. Inoltre queste riparazioni sembrano essere molto più estese rispetto a quelle del film perché necessitano di due turni di lavoro.[8] È solamente alla seconda uscita fuori della nave che Tennessee intercetta la trasmissione.

- Nel romanzo Daniels non si rende conto che "Walter" è in realtà David prima di entrare in ipersonno.[9]

- Dopo aver messo i due sopravvissuti in stato di ipersonno, David chiede a Mother di aprire una linea sicura con la sede della Weyland-Yutani Corporation sulla Terra usando il codice di sicurezza David 31822-B, in modo specifico rivelando il suo inganno alla società.[9] Nel film, invece, egli invia una relazione sulla situazione sotto la falsa identità di "Walter". Inoltre nel romanzo, invece di rigurgitare due piccoli embrioni di Facehugger ed inserirli dove sono stoccati degli embrioni umani, David apre lo scompartimento di stoccaggio dove sono presenti tre piccole uova di Xenomorfo che egli aveva messo lì qualche tempo prima.[10]

## Audiolibro
La Blackstone Audio, Inc. ha prodotto e distribuito una versione audiolibro del romanzo, letta dall'attore Tom Taylorson.

## Edizioni
Tutte le edizioni italiane usano la traduzione di E. Cantoni.
- 2017 - Sperling & Kupfer (Collana Pandora), ISBN 8820063042